# Карантин 2: Термінал
«Карантин 2: Термінал» (англ. Quarantine 2: Terminal) — американський фантастичний фільм жахів 2011 р. і продовження фільму Карантин. Сценарист і режисер — Джон Пог, продюсер — Марк Бріенсток. У фільмі знімалися: Мерседес Масон, Джош Кук і Метті Ліптак. Сюжет обертається навколо спалаху мутуючої інфекції, що нагадує сказ, в аеропорту, який помістили у карантин.
На відміну від першого фільму, який є рімейком іспанського фільму «Репортаж», фільм «Карантин 2» не є рімейком фільму «Репортаж 2»: дія переноситься з дому, який став епіцентром зараження, в літак і потім в аеропорт.

## Сюжет
Стюардеси Дженні і Паула зустрічаються в аеропорту Лос-Анджелеса, звідки літак вночі вилітає в Нешвілл. На борту невеликого літака півтора десятків пасажирів, у тому числі підліток Джордж, який летить один та за яким доглядає Дженні. У вчителя Генрі з собою виявляється клітка з п'ятьма хом'яками: коли товстун-гольфіст Ральф допомагає поставити її в багажне відділення, один з хом'яків кусає його. Незабаром Ральфу стає погано, він просить води, потім його охоплює сказ, і він кидається на людей, кусає в обличчя Паулу. Капітан літака просить термінової посадки в аеропорту Лас-Вегаса, проте з землі не відповідають. Літак сідає на вільній доріжці і за допомогою вантажника Еда пасажири виходять, поки капітан і пілот намагаються утримати замкненого у туалеті Ральфа.
Незабаром стає ясно, що зона, де знаходяться пасажири, оточена, і їм не дадуть вийти. Незадовго до цього в новинах передавали про будинок в Лос-Анджелесі, де був виявлений вірус, і потерпілі пов'язують те, що відбувається з цим випадком. Дженні, Ед, Генрі, Престон і Ніл повертаються на літак за аптечкою медсестри Шили і бачать, що ні Ральфа, ні капітана з пілотом там немає, проте всюди кров. Під час пошуків вони виявляють, що в клітці були не хом'яки, а пацюки. Одна з них намагається накинутися на Еда. Ніл дістає з своєї сумки пістолет. Вибравшись з багажного відсіку, вони зустрічають капітана, що заразився сказом, і Ніл вбиває його.
Поступово число заражених серед пасажирів зростає. У якийсь момент в карантинну зону входять представники служби безпеки в спеціальних костюмах, від одного з них пасажири дізнаються, що йдеться про вірус і що випускати з зони оточення нікого не будуть. Джордж починає підозрювати, що в поширенні вірусу винен Генрі, тому що він проніс на борт щурів. Виявляється, що Генрі дійсно працював в тій самій лабораторії в Лос-Анджелесі, мета розробки вірусу полягала в тому, щоб зменшити чисельність населення на і так перенаселеній планеті. Генрі має протиотруту від вірусу і вколює її собі, а потім йде геть, взявши в заручники Джорджа і убивши Еда.
Дженні залишається єдиною, хто не заразився. Насилу уникаючи зустрічі з зараженими, вона за допомогою приладу нічного бачення пробирається по території терміналу, зануреного в морок, і знаходить Джорджа, а потім Генрі, який заразився, бо йому не допомогла протиотрута. Дженні вбиває Генрі і вони з Джорджем повзуть по багажному коридору, в той час як позаду них термінал знищується вогнем. Джордж зауважує, що Джені вкушена. У кінці коридору Джордж вилазить через ґрати на вулицю, а Дженні намагається схопити його зубами, але не може пролізти. Джордж виходить на приміське шосе Лас-Вегаса. У приладі нічного бачення показується силует кішки, яка, судячи з усього, також втекла з терміналу, і є носієм вірусу.

## Ролі
- Мерседес Мейсон — Дженні
- Джош Кук — Генрі
- Метті Ліптак — Джордж
- Ігнасіо Серріччіо — Ед
- Норі Вікторія — Шейла
- Брі Блер — Паула
- Ламар Стюарт — Престон
- Джордж Бек — Ральф
- Філліп Девона — Ніл
- Джулії Грайббл — Сьюзан
- Ерін Сміт — Ніккі
- Лінн Коул — Б'ю
- Том Тон — Док
- Сандра Елліс Лафферті — Луїс
- Тайлер Канкл —  Хворст
- Джон Каррен — капітан Форест
- Ендрю Бенатор —другий пілот Уиллса
- Джейсон Бенжамін — співробітник СДС № 1
- Б'ю Тарпіном — співробітник СДС № 2
- Ніко Перхем — співробітник СДС № 3
- Джадд Лорманд — Сильвестр
- Майкл Ковінгтон — пасажир
- Кейт Аллен Хейес — пасажир
- Роджер Херрера — детектив

## Виробництво
Продюсери фільму — Three Street Pictures і RCR Media Group, дистриб'ютор — Sony Pictures для всесвітнього запуску і DVD-релізу в Австралії. Фільм знімався в Гріффіні, Джорджія.
Фільм показали на Жерармерському кінофестивалі у Франції. Sony Pictures випустила DVD в Австралії. Фільм вийшов в обмежений прокат в кінотеатрах 17 червня 2011-го. DVD вийшов 2 серпня 2011 р. в Сполучених Штатах.

## Критика
Фільм отримав значно кращу реакцію критиків, ніж його попередник, отримавши позитивні відгуки, 86%-ий рейтинг на Rotten Tomatoes на основі семи відгуків.
На IMD рейтинг фільму становить 5.2 з 10.